# Jordi Calafat
Jordi Calafat, född den 24 juni 1968 i Palma de Mallorca, är en spansk seglare.
Han tog OS-guld i 470 i samband med de olympiska seglingstävlingarna 1992 i Barcelona.